# Innuendo
Innuendo és l'últim àlbum d'estudi de la banda de rock britànica Queen, publicat abans de la mort del seu vocalista, Freddie Mercury. Aquest àlbum va aconseguir la posició número u a les llistes del Regne Unit dues setmanes. Va tenir bona recepció per part de la crítica, algunes afirmant que Queen s'havia superat a si mateix. El single de nom homònim va ser un èxit a tot el món malgrat el handicap de la seva llarga durada (6:29). Menció especial mereix l'èxit aconseguit fora del Regne Unit, sent número u als Països Baixos (quatre setmanes), Suïssa (doble platí), Alemanya (sis setmanes i platí), Itàlia (dues setmanes) i Finlàndia.

## Llista cançons

### CD
Totes les cançons foren escrites i compostes per Queen, excepte les anotades. 
| 1.            | «Innuendo»                             | 6:29  |
| 2.            | «I'm Going Slightly Mad»               | 4:22  |
| 3.            | «Headlong»                             | 4:39  |
| 4.            | «I Can't Live With You»                | 4:35  |
| 5.            | «Don't Try So Hard»                    | 3:39  |
| 6.            | «Ride the Wild Wind»                   | 4:41  |
| 7.            | «All God's People» (Queen, Mike Moran) | 4:19  |
| 8.            | «These Are the Days of Our Lives»      | 4:12  |
| 9.            | «Delilah»                              | 3:32  |
| 10.           | «The Hitman»                           | 4:52  |
| 11.           | «Bijou»                                | 3:37  |
| 12.           | «The Show Must Go On»                  | 4:24  |
| Durada total: | Durada total:                          | 53:44 |

| 1. | «I Can't Live with You (1997 Rocks Retake)»        | 4:50 |
| 2. | «Lost Opportunity (Cara B)»                        | 3:53 |
| 3. | «Ride the Wild Wind (Versió curta amb guia vocal)» | 4:14 |
| 4. | «I'm Going Slightly Mad (Mad Mix)»                 | 4:37 |
| 5. | «Headlong (Embrió amb guia vocal)»                 | 4:44 |

| 1. | «Innuendo (vídeo promocional alternatiu, 1991)»                                            |  |
| 2. | «These Are the Days of Our Lives (Hollywood Records vídeo promocional alternatiu, 1991)»   |  |
| 3. | «"Mad in the Making": The Making of the "I'm Going Slightly Mad" vídeo promocional (1991)» |  |

### LP
Totes les cançons foren escrites i compostes per Totes les cançons escrites i compostes per Queen, excepte quan s'indiqui el contrari. A causa de la llargada de l'àlbum original, diverses pistes van haver de ser escurçades. La llista de cançons també és lleugerament diferent a la versió en CD. Algunes de les pistes més curtes es poden trobar a les cares B dels senzills 12 ", i el doble LP de Greatest Hits II.. 
| 1. | «Innuendo»                                      | Freddie Mercury (music), Roger Taylor (lletres) | 6:29 |
| 2. | «I'm Going Slightly Mad» (Queen, Peter Straker) | Mercury (música, lletra), Straker (lletra)      | 4:04 |
| 3. | «Headlong»                                      | Brian May                                       | 4:31 |
| 4. | «I Can't Live with You»                         | May                                             | 4:35 |
| 5. | «Ride the Wild Wind»                            | Taylor                                          | 4:41 |

| 1. | «All God's People» (Queen, Mike Moran) | Mercury (muúica, lletra), Moran (música) | 3:53 |
| 2. | «These Are the Days of Our Lives»      | Taylor                                   | 3:55 |
| 3. | «Delilah»                              | Mercury                                  | 3:32 |
| 4. | «Don't Try So Hard»                    | Mercury                                  | 3:32 |
| 5. | «The Hitman»                           | Mercury, May, John Deacon                | 3:43 |
| 6. | «Bijou»                                | May, Mercury                             | 1:19 |
| 7. | «The Show Must Go On»                  | May                                      | 4:31 |

## Membres
- Freddie Mercury - Vocalista principal i de fons, piano, teclats, sintetitzadors, programació.
- Brian May - Guitarra acústica, guitarra elèctrica, slide, teclats, vocalista de fons, sintetitzadors, programació.
- John Deacon - baix, teclats, sintetitzadors, programació.
- Roger Taylor - Bateria, percussions, teclats, vocalista de fons, vocalista principal a "Ride the Wild Wind", programació.

Personal addicional
- Steve Howe - guitarra clàssica compartida amb May a "Innuendo", (acreditat com a "Wandering Minstrel")
- Mike Moran - piano, sintetitzadors, programació a "All God's People"
- David Richards - producció, enginyer, sintetitzadors, programació
- Brian Zellis - programció
- Noel Harris - enginyer assistent
- Justin Shirley-Smith - enginyer assistent
- Richard Gray - disseny
- Grandville (1803–47) - il·lustrador
- Angela Lumley - ilustrations addicionals
- Simon Fowler - fotografia